# Tilletiales
Tilletiales es un orden de hongos basidiomicetos en la subclase Exobasidiomycetidae de la clase Ustilaginomycetes. Es un orden monotípico, y contiene la familia Tilletiaceae, que contiene siete géneros. Las casi 150 especies en  Tilletiales todas infectan hospedadores de la familia de los pastos, excepto por las especies de Erratomyces, que se manifiestan en legumbres.[actualizar]